# Stora språnget

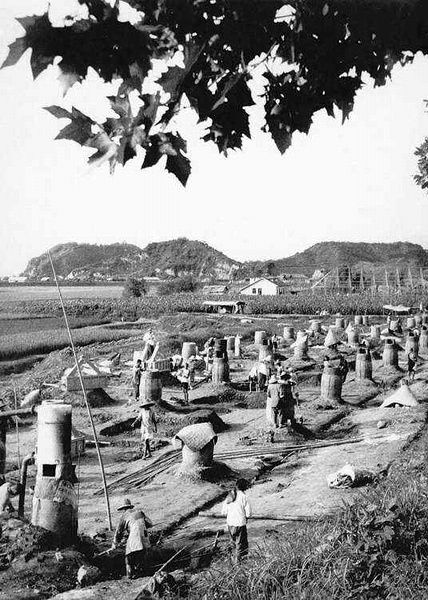
Hemgjorda masugnar på den kinesiska landsbygden.

Stora språnget (kinesiska:  大跃进?, pinyin: dàyuèjìn) var ett industriellt och agrart projekt i Kina åren 1958–1962. Projektet, planerat som Kinas andra femårsplan, initierades av Mao Zedong och Zhou Enlai i tron att det skulle skapa ett stort språng framåt för Kina främst i form av kraftigt ökad stålproduktion samt ökad produktivitet i jordbruket genom införande av statliga kollektivjordbruk, så kallade folkkommuner.
Det stora språnget ledde dock till ekonomiskt kaos och till mycket svår hungersnöd på landsbygden. Det finns inga säkra siffror på omfattningen av svältkatastrofen eftersom statistikunderlaget är problematiskt, och uppskattningarna varierar från några få miljoner upp mot flera tiotals miljoner dödsoffer.

## Historik

### Bakgrund
Den 17 augusti 1958 proklamerade politbyrån i Kinas kommunistiska parti att landet skulle genomföra ett "Stort språng", vilket skulle frigöra produktivkrafterna både i industrin och jordbruket och göra det möjligt för Kina att gå om Storbritannien i stålproduktion inom femton år. Detta var ett sätt för Mao att haka på Chrusjtjovs ambition att gå om USA ekonomiskt, något som tycktes möjligt på grund av Sovjets försprång i rymdkapplöpningen.
För att genomföra detta produktiva språng propagerade partiet för en rad olika metoder för att höja produktionen inom jordbruk och industri dramatiskt. Genom att massmobilisera underutnyttjad arbetskraft i strävan efter ambitiösa produktionsmål skulle Kina kunna kompensera för landets brist på kapital.
Dessutom skulle en rad okonventionella metoder hjälpa till att höja produktionen inom jordbruket. Till exempel förespråkade partiet att bönder skulle plantera risplantorna extra tätt i enlighet med den sovjetiske agronomen Trofim Lysenkos teorier. Även andra experiment som anpassats efter böndernas fattiga omständigheter användes, som vernalisering och plöjningsfri odling.
Parallellt med detta genomförde Bo Yibo en plan för att öka stålproduktionen på landsbygden genom att uppmuntra byggandet av små, hemgjorda masugnar som kunde smälta ned metallskrot. Landsbygden organiserades i folkkommuner som kunde omfatta så många som 20 000 hushåll vardera och som skulle organisera böndernas liv och utgöra självförsörjande produktiva enheter.

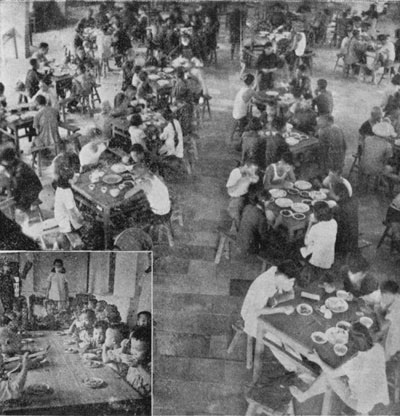
Kollektiv matsal i en Folkkommun, vilken skulle ersätta matlagningen i individuella hushåll.

### Inledande problem och intern kritik
Även om de första resultaten var uppmuntrande visade det sig redan hösten 1958 att den förväntade ökningen i produktionen hade uteblivit. Det hade också uppstått livsmedelsbrist på landsbygden i nästan hela landet. Livsmedelsbristen förvärrades av att staten tog ut höga kvoter av spannmål, kvoter som baserats på uppblåst statistik från optimistiska kadrer. 1959 rådde sålunda hungersnöd på många håll. En av de provinser som drabbades tidigast av svälten var Sichuan, på grund av partisekreteraren Li Jingquans ansträngningar att nå produktionsmålen.

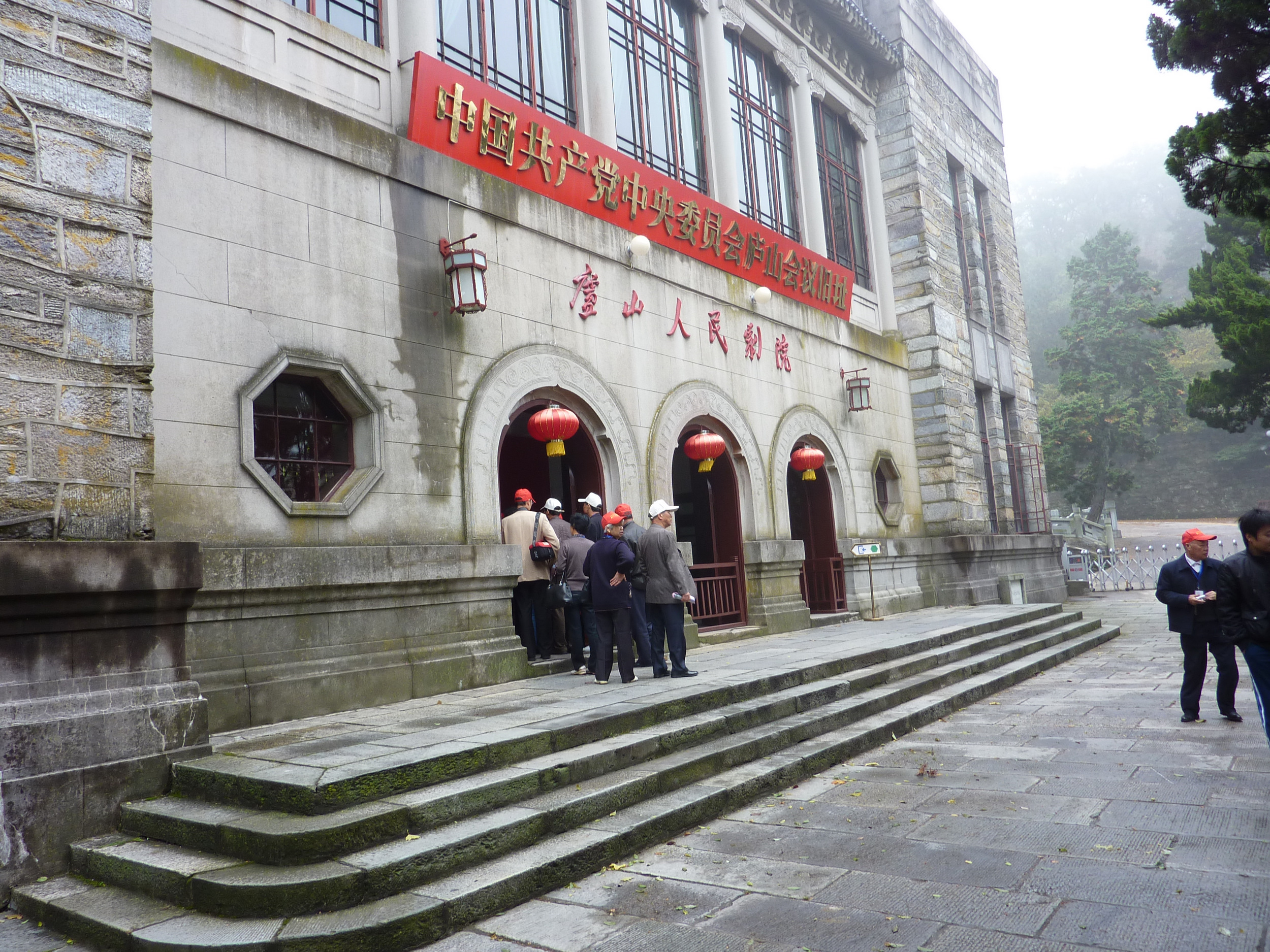
Folkets teater i Lushan, där konferensen hölls i juli-augusti 1959.

Vid årsskiftet 1958–1959, då det började bli uppenbart för partiledningen att de uppskruvade produktionsmålen hade lett till att för mycket spannmål rekvirerats av folkkommunerna, gjorde Mao ett försök att hejda utvecklingen. Detta förhindrades dock av en intern strid inom partiet. På centralkommitténs konferens i Lushan i juli-augusti 1959 skickade landets försvarsminister Peng Dehuai ett brev till Mao där han kritiserade det Stora språnget.
Mao, som hade börjat bli självkritisk för sin hänsynslöshet med det Stora språnget, såg till en början inget speciellt i Pengs brev. Han blev sedan övertalad av Liu Shaoqi att avsätta Peng från dennes position, och Lin Biao blev utsedd till ny försvarsminister. Peng fortsatte efter Lushankonferensen som biträdande ledare i statsrådet. Strax efter mötet inleddes nya ansträngningar för att ge Stora språnget förnyad energi, och kritiker av detta förföljdes i en ny kampanj mot "högeravvikelser". Detta förvärrade dock endast svälten och överdödligheten.

### Svält och ekonomiskt sammanbrott
Under 1960 förvärrades förhållandet mellan Sovjetunionen och Kina, och i juli samma år drog Sovjet tillbaka alla sina experter från Kina. Samtidigt började rapporter komma in från olika håll, pekande på omfattningen av svälten i landet.
I Xinyang-prefekturen i Henan hade till exempel partisekreteraren Liu Xianwen inlett en kampanj för att tvinga prefekturens bönder att lämna ifrån sig spannmålskvoter som beräknats utifrån uppblåsta produktionssiffror; myndigheterna bestraffade sedan fysiskt bönder som vägrade lämna in spannmål enligt kvoterna. Enligt interna kinesiska rapporter ledde denna kampanj till att över en miljon människor avled 1960, varav 37 000 omkom som ett direkt resultat av fysisk misshandel.
Svälten i Xinyang upphörde först efter det centralregeringen tagit över prefekturen, öppnat myndigheternas spannmålsmagasin och arresterat den lokala partiledningen. Denna anklagades för att ha försökt "återinföra kapitalismen" och "genomföra kontrarevolution". Händelserna i prefekturen blev sedermera kända som "Xinyang-incidenten".
Parallellt med svältkatastrofens utbredning bröt industriproduktionen samman, då de centrala direktiven prioriteterat kvantitet över kvalitet och många industriprodukter som ett resultat av detta var obrukbara. Det stål som masugnarna producerat i folkkommunerna dög inte för tillverkningsindustrin, och produktionen av kol avstannade på många håll på grund av bristande underhåll av utrustningen.

### Det stora språnget överges
Under vintern 1961 skickade partiledningen ut undersökningsgrupper som skulle undersöka omfattningen av det katastrofala läget, och undersökningarna följdes upp med att olika partiledare genomförde personliga inspektioner. Först nu tillät staten att livsmedel kunde importeras från väst.
Under sommaren samma år diskuterades det Stora språngets konsekvenser, och vid en stor partikonferens med 7000 kadrer i februari 1962 förklarade Liu Shaoqi att det Stora språnget var över. Liu förklarade att svältkatastrofen till sjuttio procent berodde på den mänskliga faktorn och till trettio procent på olika naturfenomen.
Regeringen började nu tillåta privata former av jordbruk för att få upp livsmedelsproduktionen. Kampanjens katastrofala följder ledde till en försvagad maktställning för Mao inom Kinas kommunistiska parti och till att Liu Shaoqis och Deng Xiaopings respektive positioner stärktes. Detta brukar i sin tur ses som en av de viktigaste förklaringarna till Kulturrevolutionen.

### Konsekvenser och eftermäle

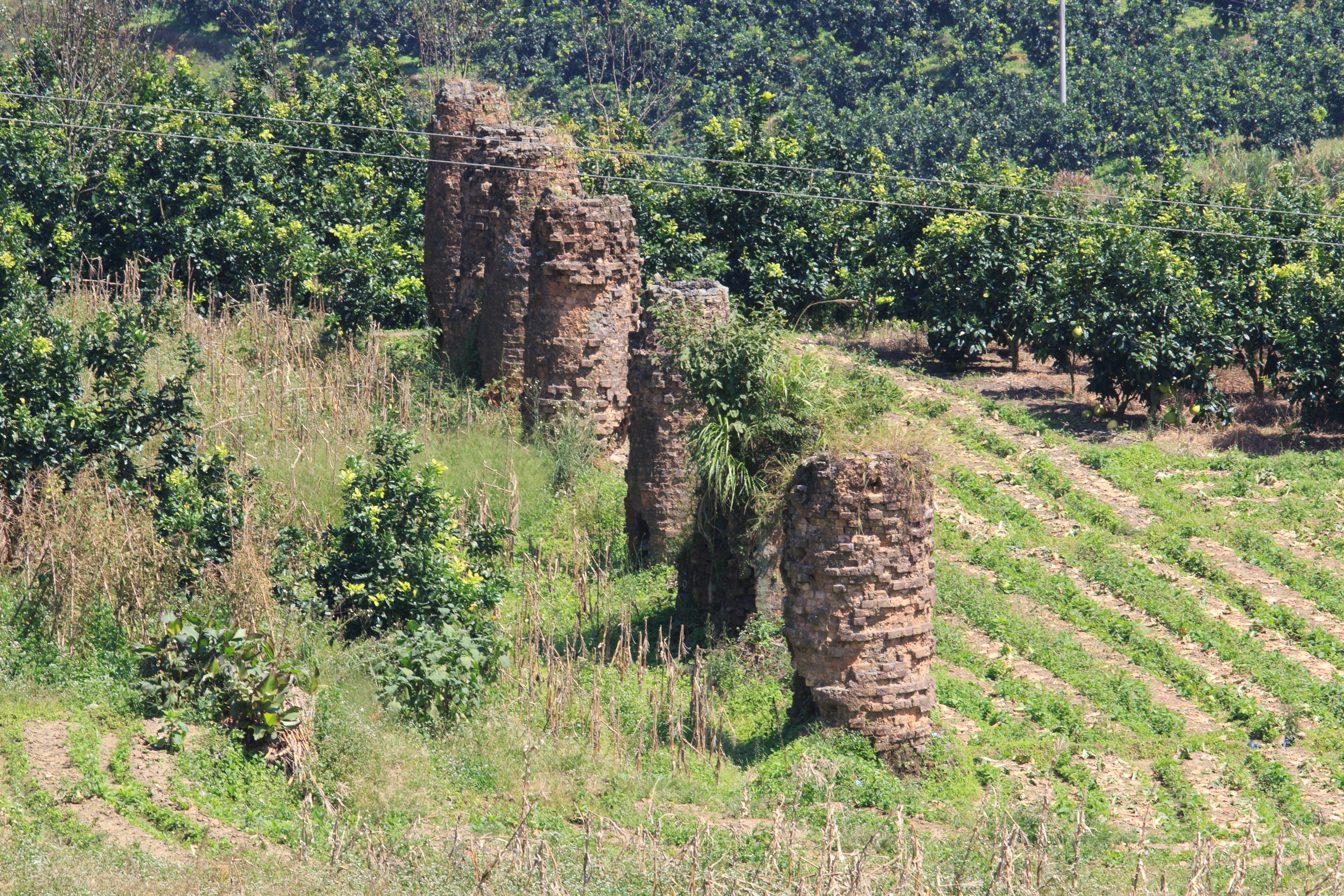
Rester efter masugnar i Nanjing härad, Fujian-provinsen.

Födelsetal och dödstal i Kina 1950 till 2014.

Det är inte känt hur många människor som svalt ihjäl under stora språnget, och många uppskattningar har traditionellt varierat runt 30 miljoner (饿死三千万) med ganska stor spridning. Senare forskning av bland annat matematikern Sun Jingxian argumenterar för betydligt lägre dödstal. Stora delar av alla uppskattningar av dödstalen är baserade på uppgifter från Kinas nationella statistikbyrå (中华人民共和国国家统计局) som publicerades 1983/1984. På många sätt är dessa uppgifter problematiska eftersom de innehåller dubbelregistreringar på grund av den stora in- och utflyttningen till och från städerna åren innan och under stora språnget, liksom försenade dödsfallsregistreringar i det relativt nya Hukousystemet.
Matematikern Sun Jingxian menar att den verkliga mängden dödsfall på grund av svält är betydligt lägre än 30 miljoner, och att statistiken är feltolkad i de traditionella bedömningarna vilket gett skenbart höga dödstal. Enligt Sun Jingxian fanns det nästan 12 miljoner dubbelregistrerade invånare på grund av den stora inflyttningen till städerna under 1954 till 1959. Dessa felaktiga registreringar annullerades därefter 1960 till 1964. Under perioden 1960 till 1964 gjordes även nästan 15 miljoner oregistrerade migrationer som därefter retroaktivt registrerades 1965 till 1982. Därutöver hävdar Sun Jingxian även att nästan 7 miljoner tidigare ej rapporterade dödsfall rapporterades under svältåren. Efter att Sun Jingxian kompenserat för ovanstående påstådda felkällor beräknar han antalet svältoffer under stora språnget till 2,5 miljoner. Ett flertal kinesiska experter avfärdar Sun Jingxians påståenden. Historieprofessorn Cao Shuji menar att Sun Jingxians teorier är baserade på löjeväckande snedvridningar av statistiken. I linje med partipropaganda under Xi Jinping så hävdar revisionistisk forskning betydligt lägre dödstal.
På lokal nivå var de orter som drabbades hårdast främst Xinyang, Tongwei, Luoding, Bozhou, Fengyang, Zunyi, Jinsha, Pi härad, Yingjing, Rong härad, Fengdu, Dayi, Guantao och Jining. På nationell nivå hörde Anhui, Gansu, Guizhou, Henan, Qinghai, Shandong och Sichuan till de hårdast drabbade provinserna.
Kinas officiella linje var, åtminstone fram till 1980-talet, att hungersnöden berodde på "den värsta kombinationen av naturkatastrofer sedan artonhundratalet", medan många forskare utanför Kina istället såg den förda politiken som en åtminstone bidragande orsak till svälten. Först på 1980-talet[källa behövs] började kinesiska och utländska forskare kunna kartlägga svältkatastrofens omfattning och politiska orsaker, och 1996 publicerades den första längre skildringen av svältkatastrofen på engelska.
Det stora språnget inspirerade Nordkoreas diktator Kim Il-sung till att lansera Chollimarörelsen i maj 1958. Chollima är fortfarande en viktig beståndsdel i den nordkoreanska propagandan.